# آن کمپبل (دانشگاهی)
 آن کمپبل (انگلیسی: Anne Campbell؛ ‏تلفظ نام‌خانوادگی: ‎/ˈkæmbəl/‎؛ ‏ ۳۰ ژانویهٔ ۱۹۵۱ – ۱۰ فوریهٔ ۲۰۱۷) یک دانشگاهی و نویسنده بریتانیایی متخصص در روان‌شناسی فرگشتی بود. تحقیقات او تا حد زیادی مربوط به تفاوت‌های جنسیتی در انسان در پرخاشگری بین زن و مرد بود. او استاد روان‌شناسی در دانشگاه دورام بود.